# جو برادي
جو برادي (بالإنجليزية: Joe Brady)‏ هو لاعب قذف أيرلندي، ولد في 12 يوليو 1982 في Coolderry ‏ في جمهورية أيرلندا.